# Konrad I mazowiecki

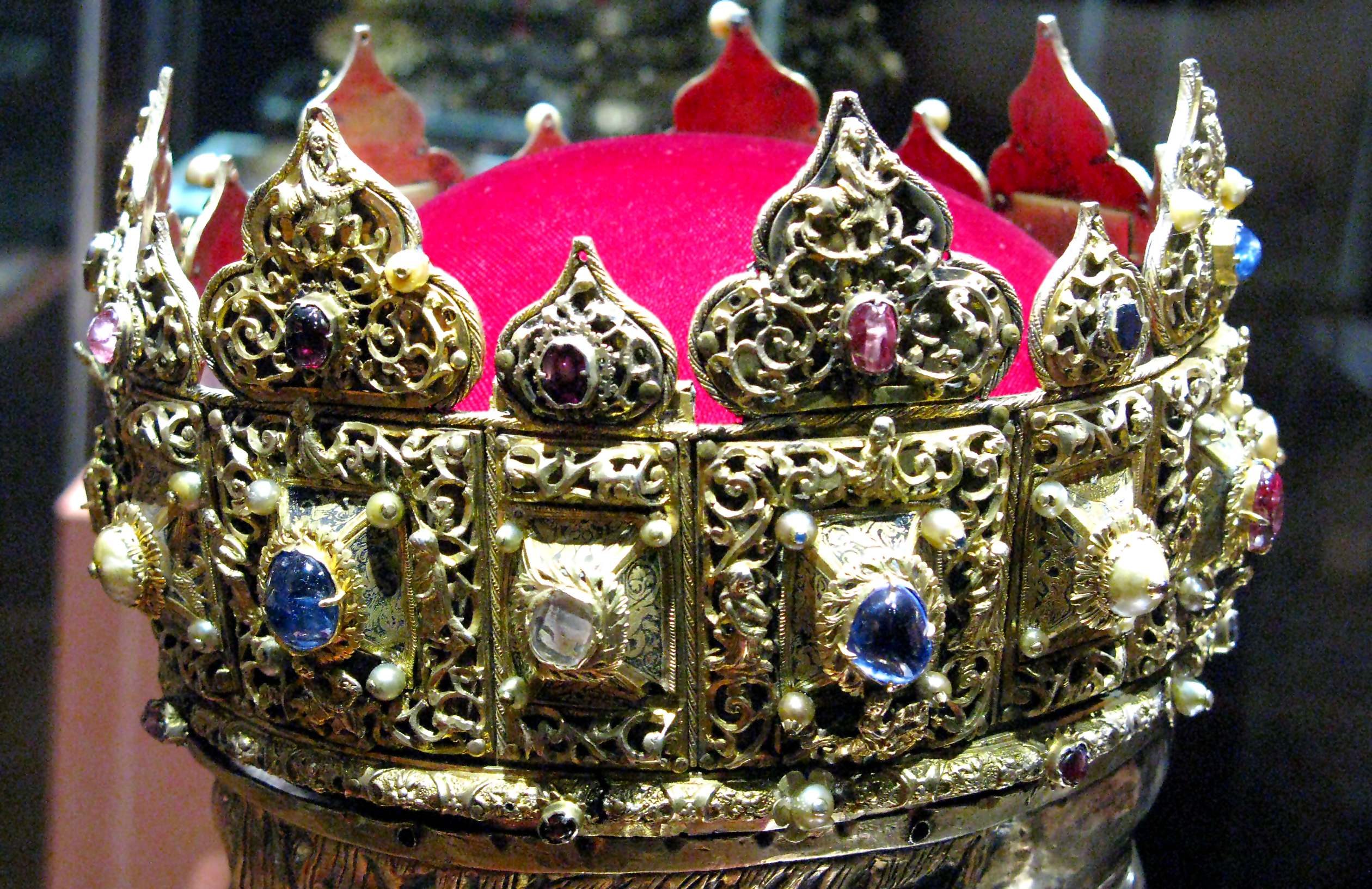
Diadem płocki, korona książęca przypisywana Konradowi I mazowieckiemu

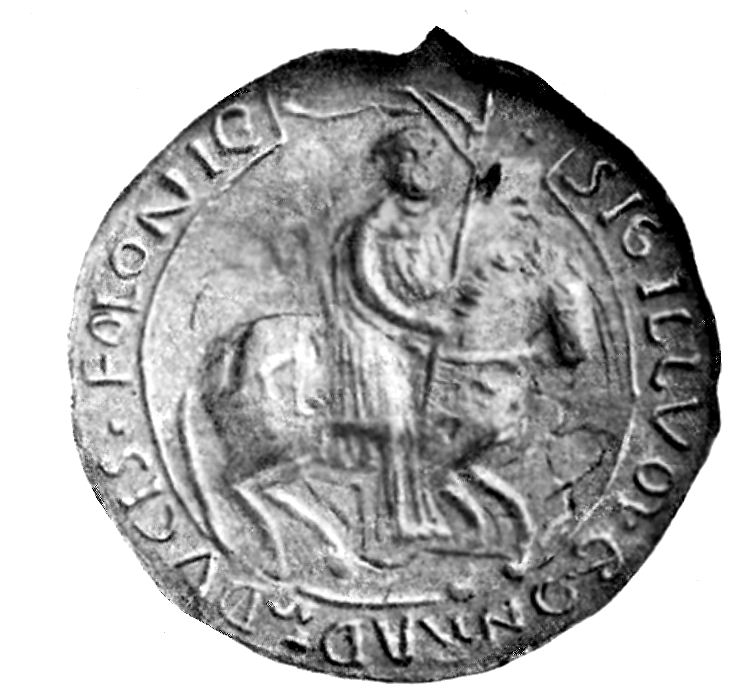
Pieczęć konna Konrada I z 1218

Konrad I mazowiecki (ur. zapewne w 1187 lub 1188, zm. 31 sierpnia 1247) – w latach 1194–1200 współrządca razem z bratem Leszkiem w Małopolsce, na Mazowszu i Kujawach (według części historyków Kujawy Kazimierzowice otrzymali dopiero w 1198), od 1200 samodzielny książę kujawsko-mazowiecki, 1222–1228 w ziemi chełmińskiej, w latach 1229–1232 regent w Sandomierzu, 1229–1231 i 1241–1243 w Krakowie, w 1231 odłączył Sieradz i Łęczycę od księstwa krakowskiego i przyłączył do Mazowsza, w 1233 podział z synami i rezygnacja z Kujaw i północnego Mazowsza (płockie na północ od Wisły i Bugu), od 1233 w Żarnowie (dożywotnio), od 1241 w Radomiu (dożywotnio).
Konrad był czwartym pod względem starszeństwa synem (najmłodszym i zarazem drugim, który dożył wieku dorosłego) księcia krakowskiego Kazimierza Sprawiedliwego i pochodzącej z Czech Heleny znojemskiej.

## Życiorys

### Początek rządów na Mazowszu
W 1194 zmarł nagle Kazimierz Sprawiedliwy, osierocając małoletnich Leszka i Konrada. Władzę nad dziedzictwem składającym się wówczas z księstw: krakowskiego, sandomierskiego i mazowieckiego objęła regencja pod przewodnictwem biskupa krakowskiego Gedki, wojewody Mikołaja i matki książąt, Heleny. Cztery lata później doszło jednak do zawarcia kompromisu z ubiegającym się dotąd nieskutecznie o tron krakowski seniorem dynastii, Mieszkiem Starym, który w zamian za odzyskanie Krakowa oddał Kazimierzowicom Kujawy.
Ostatecznie (zapewne w 1200) doszło do podziału ojcowizny pomiędzy Leszkiem i Konradem. Pierwszemu, jako starszemu, przypadły tereny Sandomierszczyzny i pretensje do ziemi krakowskiej, Konradowi zaś – Mazowsze z Kujawami.
Pierwsze lata samodzielnych rządów upłynęły Konradowi pod znakiem aktywnej polityki ruskiej i prusko-jaćwieskiej. Długo jednak rządy podporządkowane były interesom Leszka Białego i tak w 1205 oddziały mazowieckie wzięły udział w zwycięskiej dla braci bitwie pod Zawichostem. W 1208 Konrad zaangażował się w kampanię prowadzoną przez Leszka na Wołyniu. Wreszcie za jego radą pojął za żonę Agafię, córkę księcia nowogrodzko-siewierskiego – Świętosława.
O wiele więcej uwagi Konrad poświęcał jednak mocno niepokojącemu go sąsiedztwu Prusów i Jaćwingów. Już w 1206 Konrad sprowadził na Mazowsze z Wielkopolski cystersów, którzy – organizując na trudnym terenie misję – zajęli się szerzeniem religii chrześcijańskiej na tym terenie. W 1212 Konrad spotkał się też w tej sprawie z Leszkiem Białym na synodzie w Mąkolnie, gdzie omawiali z biskupami dalsze plany szerzenia religii chrześcijańskiej wśród sąsiadów. Sukcesy okazały się jednak krótkotrwałe. Niewiele zmieniło się także po ogłoszeniu przez papieża w 1216 – wywodzącego się z cystersów – Chrystiana biskupem misyjnym.
Konrad I w 1217 kazał uwięzić wojewodę mazowieckiego Krystyna, potem wyłupić mu oczy i wreszcie zamordować. Prawdopodobnie wojewoda, będący jednostką wybitną, zanadto „wyrósł” i książę poczuł się zagrożony. Śmierć wojewody Krystyna załamała stworzony przezeń system obrony pogranicza. Napady pruskie powtarzały się odtąd coraz częściej, nękały kraj, stawały się nieznośną zmorą.

### Konflikt z Prusami
Konrad I, nie widząc większych sukcesów na drodze pokojowej, rozpoczął starania o trwały podbój ziem pruskich za pomocą działań wojennych. Już w 1217 i 1218 książę mazowiecki uzyskał od papiestwa bulle przyznające wyprawie na pogańskich Prusów status krucjaty. Początkowo bulle nie wywołały jednak prawie żadnych reakcji, a Mazowsze w latach 1219–1222 dotknęły trzy ciężkie najazdy Prusów. Dopiero w 1222 udało się Konradowi zorganizować wraz z innymi książętami piastowskimi: Henrykiem Brodatym i Leszkiem Białym, wyprawę wojenną, która nie przyniosła jednak trwałych rezultatów.
W 1223 wyprawa była przygotowana bardziej starannie, a zbrojnie dodatkowo wsparli ją władcy pomorscy – Świętopełk i Warcisław. Tym razem (pomimo że „krzyżowcy” większość sił i środków, tak jak poprzednio, stracili na bezowocne rozmowy i narady) udało się opanować ziemię chełmińską, na której utworzono stałe garnizony mające dbać o bezpieczeństwo ziem piastowskich. W zorganizowanych na granicy „stróżach” wartę mieli pełnić na zmianę rycerze z całej Polski. Jednak brak koordynacji zadań i niewystarczająca ilość użytych środków zakończyła się klęską chrześcijan i odzyskaniem przez Prusów części pogranicza.

### Koncepcja pomocy ze strony zakonu rycerskiego
Wobec klęski planów bezpośredniej konfrontacji z poganami tylko przy użyciu sił i środków własnych – wśród Piastów powstała koncepcja sprowadzenia na ziemię chełmińską zakonu rycerskiego, mającego zająć się wyłącznie walką z niewiernymi. Wybór padł wówczas na usuniętych dopiero co z Węgier (gdzie usiłowali oni utworzyć niezależne państwo) i szukających własnej siedziby Krzyżaków. Z zakonem pierwszy kontakt nawiązał Henryk Brodaty, który jeszcze w 1222 nadał Krzyżakom wieś na Śląsku. Książę śląski, zapewne nie bacząc na grożące Polsce niebezpieczeństwo powtórzenia schematu węgierskiego, polecił Konradowi Krzyżaków, jako najbardziej odpowiednich kandydatów do osadzenia na pograniczu mazowiecko-pruskim.
Do pierwszych poważniejszych rozmów przedstawicieli Konrada z Krzyżakami doszło na przełomie 1225 i 1226, jednak dopiero dwa lata później na Mazowszu pojawiło się pierwszych trzech rycerzy, to znaczy Filip von Halle, Henryk Böhme oraz niebędący członkiem zakonu Konrad. Na czele poselstwa stał Filip von Halle. W tym samym czasie (w 1228) doszło zapewne do formalnego przekazania ziemi chełmińskiej zakonowi. Pomimo tego Konrad zachował całość swoich prerogatyw książęcych.
W 1230 na Mazowsze przybyli dalsi rycerze zakonu z Hermanem von Balkiem na czele. Dosyć szybko współpraca między księciem mazowieckim a Krzyżakami zaczęła układać się niepomyślnie. W 1234 doszło nawet do napadu na Płock, stolicę księstwa mazowieckiego, i spalenia tamtejszej katedry przez zaproszonego z woli rycerzy zakonnych margrabiego Miśni, Henryka. W tym samym czasie zakon wystarał się u papieża Grzegorza IX o bullę protekcyjną, w której legitymizowano sfałszowany wcześniej dokument Konrada, nadający ziemię chełmińską oraz inne zdobycze w Prusach w wieczyste posiadanie Krzyżaków. Kolejnym niepokojącym faktem było połączenie w 1235 zakonu braci dobrzyńskich (którym w 1228 Konrad nadał ziemię dobrzyńską) i Krzyżaków.
Coraz bardziej było widoczne, że jak wcześniej na Węgrzech, tak obecnie w Prusach zakon planuje zbudowanie silnego, niezależnego od Konrada państwa. Tym razem jednak Krzyżacy byli mądrzejsi o wcześniejsze wydarzenia i zwrócili się o pomoc do cesarza i papieża. Od Fryderyka II udało się uzyskać wówczas tak zwaną złotą bullę, która potwierdzała przyznanie Krzyżakom ziemi chełmińskiej. Nie nadawała jej jednak jako lenna Konrada mazowieckiego, lecz czyniła z rycerzy suwerennych właścicieli dzielnicy (dokument ten, aczkolwiek wydany w 1235, antydatowano za zgodą cesarza na rok 1226, stąd wzięła się przyjęta w podręcznikach do historii błędna data przybycia Krzyżaków do Polski). W 1235 dodatkowo zakon na podstawie tej bulli uzyskał wyrok sądu kierowanego przez legata papieskiego, Wilhelma z Modeny, na mocy którego papież uznawał pełnię władzy wielkiego mistrza zakonu – Hermana von Salzy – w ziemi chełmińskiej i zdobyczach pruskich, w zamian za co Krzyżacy musieli oddać Konradowi ziemię dobrzyńską, uzyskaną po połączeniu z zakonem braci dobrzyńskich.

### Zbrodnia gąsawska
Niezwykle aktywna polityka Konrada względem północnego sąsiada została nagle zachwiana na skutek wypadków, które nastąpiły 24 listopada 1227 niedaleko Gąsawy na Kujawach. Konrad I wziął udział w wiecu książąt i biskupów w Gąsawie. Zginął tam z rąk najemników pomorskich (nasłanych z inicjatywy Świętopełka Pomorskiego) Leszek Biały, dotychczasowy książę krakowski i sandomierski, rodzony brat Konrada mazowieckiego. Leszek pozostawił po sobie wdowę Grzymisławę Łucką i prawie dwuletniego synka Bolesława. Wiadomo było więc, że realną władzę nad Małopolską – przynajmniej do czasu osiągnięcia przez Bolesława V pełnoletniości – obejmie ktoś inny. Naturalnym kandydatem na regenta był Konrad I.
Leszek Biały prawdopodobnie jeszcze w 1217 zawarł układ o przeżycie ze znacznie starszym od siebie, bezdzietnym księciem wielkopolskim, Władysławem Laskonogim, licząc z pewnością na objęcie po nim władzy. Śmierć Leszka (w 1227) niespodziewanie uczyniła więc Władysława jego spadkobiercą. Decydującą rolę w wyborze panującego księcia od 1177 mieli możni krakowscy. Konradowi mazowieckiemu bardzo zaszkodziła opinia okrutnika i tyrana, do czego walnie przyczynił się fakt zamordowania na jego rozkaz głównego przeciwnika, czyli wojewody mazowieckiego Krystyna, któremu nie podobało się angażowanie księcia w sprawy małopolskie.

### Konflikt o wpływy w Małopolsce

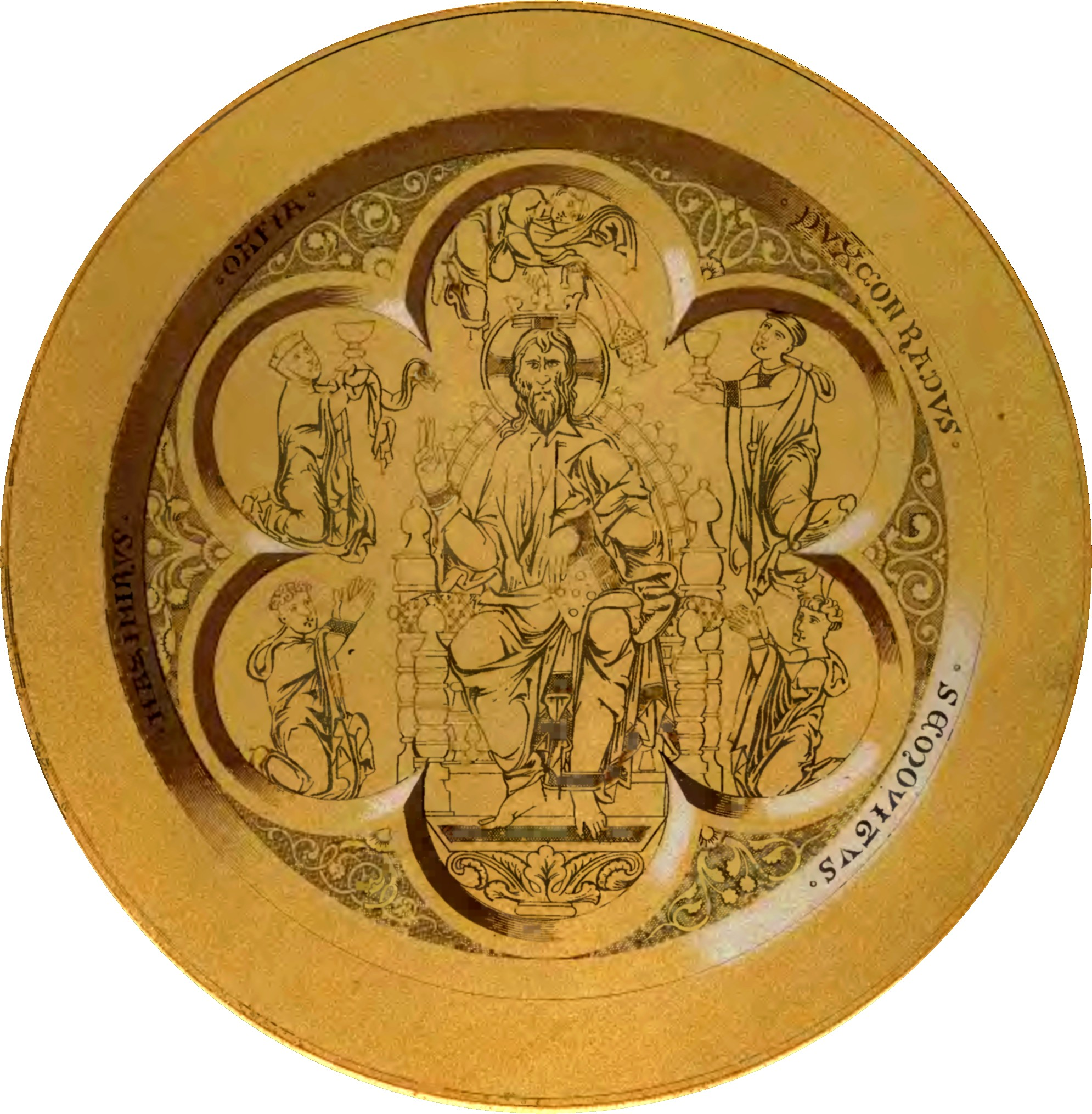
Patena płocka, fundacji Konrada I

W 1228 Konrad zaproponował możnym małopolskim i księżnej Grzymisławie na zjeździe w Skaryszewie (następnie w Krakowie) objęcie regencji w imieniu małoletniego Bolesława. Kiedy jednak z taką samą propozycją wyszedł Władysław Laskonogi (zwłaszcza że zdecydował się on na zjeździe w Cieni zatwierdzić wszystkie dotychczasowe przywileje możnych), wybór Małopolan padł na księcia wielkopolskiego. Konrad nie zamierzał jednak rezygnować i jeszcze w 1228 wkroczył do Małopolski na czele wojska mazowiecko-kujawskiego. Tam doszło do starcia z oddziałami Henryka Brodatego (wysłanego do Krakowa przez Laskonogiego w charakterze namiestnika i spodziewanego następcy) – najpierw pod Skałą, następnie pod Wrocieryżem i pod Międzyborzem (wszystkie przegrane).
Nie mogąc pokonać Henryka na drodze zbrojnej, Konrad wysłał do Małopolski mały oddział najemników z zadaniem porwania księcia śląskiego. Z misji wywiązali się oni znakomicie i na początku 1229 Henryk Brodaty znalazł się w więzieniu w Płocku. Niewola głównego przeciwnika otworzyła przed Konradem drogę do zdobycia na okres dwóch lat tronu krakowskiego (część historyków uważa, że Kraków mimo uwięzienia Henryka pozostał w rękach wiernych Władysławowi Laskonogiemu możnych).
Z nieznanych przyczyn w niedługi czas potem Konrad dał się przekonać żonie Henryka Brodatego, Jadwidze Śląskiej, i uwolnił jej męża (oczywiście Konrad wymógł wcześniej na swoim wrogu obietnice rezygnacji ze wszelkich pretensji do tronu krakowskiego), co diametralnie zmieniło na niekorzyść stosunek sił w Małopolsce. W tym samym czasie Konrad wyruszył razem z książętami ruskimi na wyprawę na należący do Władysława Laskonogiego Kalisz. Wyprawa ta zakończyła się niepowodzeniem.
3 listopada 1231 Władysław Laskonogi (książę wielkopolski i krakowski) zmarł w śląskiej Środzie. Przed śmiercią całość spadku przekazał swojemu jedynemu sojusznikowi, księciu śląskiemu Henrykowi Brodatemu, który – nie czując się już związany słowem (Henryk wystarał się bowiem u papieża o dyspensę zwalniającą z przysięgi, a ten mu jej udzielił, jako że przysięga była złożona pod przymusem) – wkroczył na czele armii do Małopolski, gdzie bez przeszkód opanował Kraków. Wielce pomogło tu Henrykowi, zwłaszcza opowiedzenie się po jego stronie wojewody krakowskiego, Marka. W rękach Konrada pozostała tylko ziemia sieradzko-łęczycka, która odtąd miała dzielić losy Mazowsza i Kujaw.

### Sprawa Sandomierza
Inaczej losy potoczyły się w Sandomierzu, który jeszcze w 1229 udało się bez przeszkód Konradowi opanować (wydzielił go wkrótce jako samodzielną dzielnicę najstarszemu synowi Bolesławowi I). Dwa lata później Konradowi bardziej jednak zależało na utwierdzeniu swojego panowania na odłączonych od Małopolski ziemiach: sieradzkiej i łęczyckiej, i z tego powodu oddał Sandomierz wdowie po bracie Leszku – Grzymisławie – i jej synowi Bolesławowi Wstydliwemu.

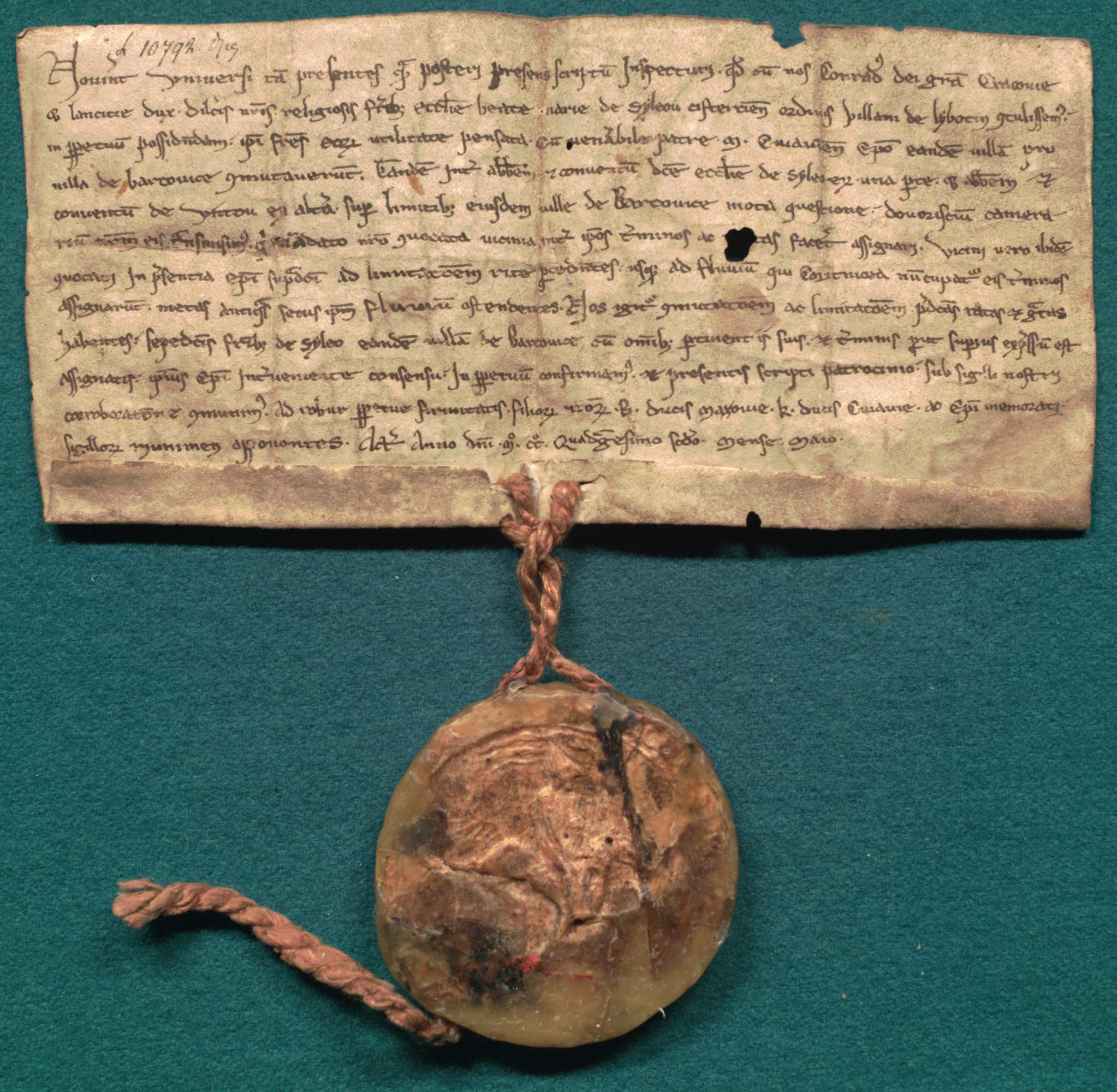
Dokument Konrada I z 1242 roku stwierdzający, że komornik wyznaczył granice sporne między klasztorem cystersów w Sulejowie a norbertanów w Witowie dla wsi Barkowice

W 1233 Konrad zdecydowanie zmienił metodę postępowania względem bratowej i bratanka, porywając ich i więżąc w Sieciechowie. Tylko dzięki śmiałej interwencji małopolskiego rodu Gryfitów (w szczególności Klemensa z Ruszczy), którzy pomogli uwięzionym w ucieczce i bezpiecznie przetransportowali ich pod opiekę Henryka Brodatego do silnie ufortyfikowanej Skały, uniknięto nieszczęścia. Trwałym nabytkiem owego zamieszania było przyłączenie do ziem Konrada ziemi żarnowskiej.

### Podział Mazowsza
W latach następnych Konrad prowadził politykę nieco spokojniejszą, być może było to spowodowane naciskami dorosłych już synów, którzy w 1233 wymusili na ojcu wydzielenie im własnych dzielnic. Najstarszy Bolesław otrzymał wówczas część Mazowsza (na północ od linii Wisły i Bugu), młodszy zaś – Kazimierz – Kujawy (własnej dzielnicy nie otrzymał za to najmłodszy Siemowit I, który pozostał przy ojcu). Konrad zatrzymał w swoich rękach ziemię sieradzko-łęczycką oraz Mazowsze Czerskie.
W 1239 na rozkaz księcia został pomówiony kanonik płocki Jan Czapla o wrogie knowania i natychmiast bez sądu i pisanego wyroku skazany na tortury i powieszony. Gdy kilku dominikanów zdjęło ciało z szubienicy, chcąc je pogrzebać, księżna Agafia w szalonym gniewie odbiła je mnichom i kazała powtórnie powiesić na szubienicy, umyślnie wystawionej przy kościele św. Benedykta nad Wisłą, naprzeciw kościoła katedralnego płockiego. Za ten uczynek arcybiskup gnieźnieński Pełka wyklął Konrada mazowieckiego i obłożył diecezję płocką interdyktem. Książę ukorzył się i obdarzył arcybiskupa nowymi przywilejami.

### Konflikt z Bolesławem Wstydliwym

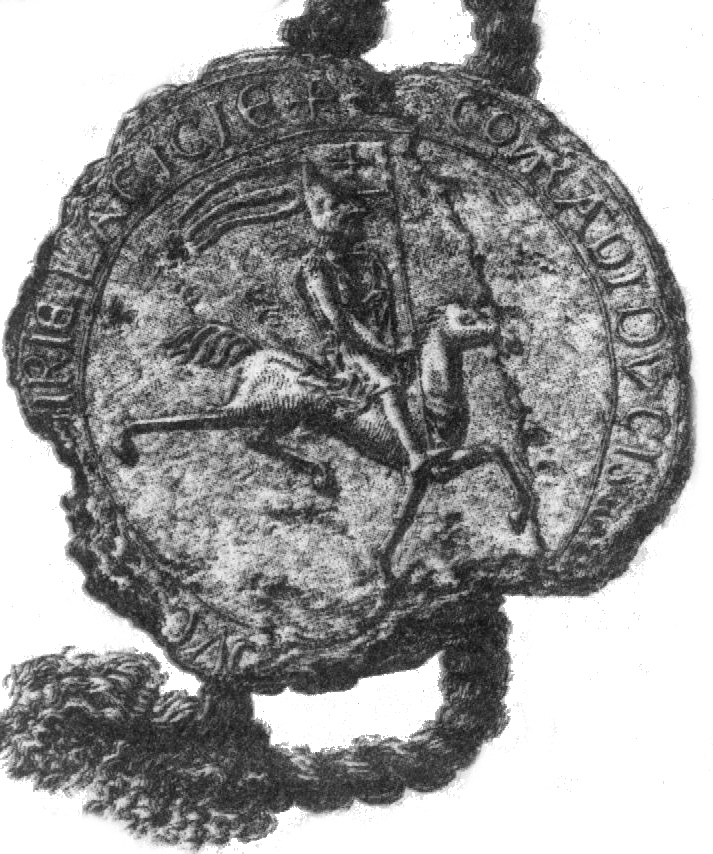
Pieczęć Konrada I na XIX-wiecznym przerysie

9 kwietnia 1241 w bitwie pod Legnicą zginął syn i następca Henryka Brodatego – Henryk II Pobożny. Konrad I na wieść o tych wydarzeniach podjął czwartą już próbę opanowania Krakowa i początkowo wydawało się, że tym razem cel ten zostanie zrealizowany. Kiedy więc 10 lipca 1241 Konrad wkroczył do Krakowa, a jakiś czas później skapitulował w Skale wojewoda krakowski Klemens zajmujący stanowisko w wyniku zatwierdzenia go przez Bolesława II Śląskiego, księcia na Legnicy i Wrocławiu,
całkowity sukces upartego władcy był naprawdę blisko. Książę mazowiecki nie potrafił jednak sprawować rządów bez używania przemocy i bardzo szybko zraził do siebie małopolskich możnych. Sytuacja stała się groźna zwłaszcza po zjeździe w Skalbmierzu, gdzie Konrad uwięził zwolenników Bolesława Wstydliwego.
Do nieuniknionego starcia doszło 25 maja 1243 pod Suchodołem, gdzie Konrad I pomimo pomocy księcia wielkopolskiego – Przemysła I i opolsko-raciborskiego – Mieszka II Otyłego doznał sromotnej klęski z rąk oddziałów Bolesława Wstydliwego. Wojskami wspierającymi Bolesława Wstydliwego dowodził rycerz z rodu Gryfitów (Świebodziców), Klemens z Ruszczy. Małopolska była stracona i pomimo że Konrad usiłował w latach następnych odzyskać straty (udało się utrzymać m.in. zdobytą jeszcze w 1241 ziemię radomską), to coroczne wyprawy nie przynosiły rezultatów. Szczególnie obiecująca była kampania w 1246, kiedy Konrad zdołał pokonać oddziały Bolesława w bitwie pod Zaryszowem i zbudować grody w Lelowie, Tyńcu i przy ujściu Rudawy, które dość skutecznie otaczały Kraków. Jednak nie starczyło już wtedy determinacji i ostatecznie Konrad wycofał się do Sieradza.
Ostatni władca pragnący nawiązać do idei zwierzchniego księcia krakowskiego, Konrad I mazowiecki, zmarł 31 sierpnia 1247 i został pochowany w katedrze płockiej.

## Rodzina

### Małżeństwo i potomstwo
Konrad był żonaty z Agafią, księżniczką nowogrodzko-siewierską. Z małżeństwa tego pochodziło dziesięcioro znanych dzieci:
- Bolesław I (ur. ok. 1210, zm. prawd. w okr. 17 kwietnia 1248 – 7 kwietnia 1249) – książę mazowiecki (1247–1248)
- Kazimierz I (ur. w okr. 1210–1213, zm. 14 grudnia 1267) – książę kujawsko–łęczycki (1247–1267)
- Siemowit I (ur. w okr. 1213–1216, zm. 24 czerwca 1262) – książę mazowiecki (1248–1262)
- Eudoksja (ur. prawd. w okr. 1215–1225, zm. po ok. 1240) – żona hrabiego Breny Dytryka I z dynastii Wettynów (przed 1215–1266 lub 1267)
- Ludmiła (ur. przed 1225, zm. ?) – być może norbertanka w Płocku
- Ziemomysł (ur. w okr. 1216 – 4 lipca 1228, zm. w okr. 10 lipca–18 września 1241)
- Salomea (ur. w okr. 1220–1225, zm. być może po 30 sierpnia 1268) – prawdopodobnie klaryska w Skale
- Judyta (ur. w okr. 1222–1227, zm. 4 grudnia w okr. 1257–1263) – żona Mieszka II Otyłego (ok. 1220–1246), księcia opolsko-raciborskiego (1230–1246) oraz Henryka III Białego (1227/1230–1266), księcia wrocławskiego (1248–1266)
- Dubrawka (ur. ok. 1230, zm. prawd. po 2 października 1265) – żona Wasylka Romanowicza (ok. 1203–1268 lub 1269), księcia wołyńskiego (1231–1268 lub 1269)
- Mieszko (ur. przed lub 1235, zm. przed lub 1237) – zmarł w dzieciństwie.

### Genealogia
| Bolesław III Krzywousty ur. 20 VIII 1086 zm. 28 X 1138 | Bolesław III Krzywousty ur. 20 VIII 1086 zm. 28 X 1138 |                                                            |                                                            | Salomea z Bergu ur. zap. 1099 zm. 27 VII 1144 | Salomea z Bergu ur. zap. 1099 zm. 27 VII 1144 |  |  | Konrad II ur. ? zm. po 1161 | Konrad II ur. ? zm. po 1161 |                                                     |                                                     | Maria ur. ? zm. po 1189 | Maria ur. ? zm. po 1189 |
|                                                        |                                                        |                                                            |                                                            |                                               |                                               |  |  |                             |                             |                                                     |                                                     |                         |                         |
|                                                        |                                                        |                                                            |                                                            |                                               |                                               |  |  |                             |                             |                                                     |                                                     |                         |                         |
|                                                        |                                                        | Kazimierz II Sprawiedliwy ur. przed 28 X 1138 zm. 5 V 1194 | Kazimierz II Sprawiedliwy ur. przed 28 X 1138 zm. 5 V 1194 |                                               |                                               |  |  |                             |                             | Helena ur. w latach 40. XII w. zm. 2 IV 1202 – 1206 | Helena ur. w latach 40. XII w. zm. 2 IV 1202 – 1206 |                         |                         |
|                                                        |                                                        |                                                            |                                                            |                                               |                                               |  |  |                             |                             |                                                     |                                                     |                         |                         |
|                                                        |                                                        |                                                            |                                                            |                                               |                                               |  |  |                             |                             |                                                     |                                                     |                         |                         |
|                                                        |                                                        |                                                            |                                                            |                                               |                                               |  |  |                             |                             |                                                     |                                                     |                         |                         |

|                                                                   |                                                                   | Agafia ur. w okr. 1190–1195 zm. po 31 VIII 1247, zap. 2 VI 1248 OO w okr. 1207–1210 | Agafia ur. w okr. 1190–1195 zm. po 31 VIII 1247, zap. 2 VI 1248 OO w okr. 1207–1210 | Konrad I mazowiecki (ur. w okr. 1187–1188 zm. 31 VIII 1247) | Konrad I mazowiecki (ur. w okr. 1187–1188 zm. 31 VIII 1247) |                                                      |                                                      |                                               |                                               |
|                                                                   |                                                                   |                                                                                     |                                                                                     |                                                             |                                                             |                                                      |                                                      |                                               |                                               |
|                                                                   |                                                                   |                                                                                     |                                                                                     |                                                             |                                                             |                                                      |                                                      |                                               |                                               |
|                                                                   |                                                                   |                                                                                     |                                                                                     |                                                             |                                                             |                                                      |                                                      |                                               |                                               |
| Bolesław I ur. ok. 1210 zm. prawd. w okr. 17 IV 1248 – 7 IV 1249  | Bolesław I ur. ok. 1210 zm. prawd. w okr. 17 IV 1248 – 7 IV 1249  | Kazimierz I ur. w okr. 1210–1213 zm. 14 XII 1267                                    | Kazimierz I ur. w okr. 1210–1213 zm. 14 XII 1267                                    | Siemowit I ur. w okr. 1213–1216 zm. 24 VI 1262              | Siemowit I ur. w okr. 1213–1216 zm. 24 VI 1262              | Eudoksja ur. prawd. w okr. 1215–1225 zm. po ok. 1240 | Eudoksja ur. prawd. w okr. 1215–1225 zm. po ok. 1240 | Ludmiła ur. przed 1225 zm. ?                  | Ludmiła ur. przed 1225 zm. ?                  |
|                                                                   |                                                                   |                                                                                     |                                                                                     |                                                             |                                                             |                                                      |                                                      |                                               |                                               |
| Ziemomysł ur. w okr. 1216–4 VII 1228 zm. w okr. 10 VII–18 IX 1241 | Ziemomysł ur. w okr. 1216–4 VII 1228 zm. w okr. 10 VII–18 IX 1241 | Salomea ur. w okr. 1220–1225 zm. być może po 30 VIII 1268                           | Salomea ur. w okr. 1220–1225 zm. być może po 30 VIII 1268                           | Judyta ur. w okr. 1222–1227 zm. 4 XII w okr. 1257–1263      | Judyta ur. w okr. 1222–1227 zm. 4 XII w okr. 1257–1263      | Dubrawka ur. ok. 1230 zm. prawd. po 2 X 1265         | Dubrawka ur. ok. 1230 zm. prawd. po 2 X 1265         | Mieszko ur. przed lub 1235 zm. przed lub 1237 | Mieszko ur. przed lub 1235 zm. przed lub 1237 |